# Art Hauser Centre
Das Art Hauser Centre ist eine Mehrzweckhalle in der kanadischen Stadt Prince Albert, Provinz Saskatchewan. Das Eishockeyteam der Prince Albert Raiders aus der Western Hockey League (WHL) trägt hier seine Spiele aus. Weitere Nutzer sind die Prince Albert Mintos aus der Saskatchewan Midget AAA Hockey League (SMAAAHL) und die Prince Albert A&W Bears der Saskatchewan Female Midget AAA Hockey League (SFMAAAHL).

## Geschichte
Die Halle wurde 1971 für 500.000 CAD erbaut. Damals trug sie den Namen Prince Albert Communiplex. Am 16. März 2005 wurde die Spielstätte im Rahmen eines WHL-Spiels der Raiders gegen die Swift Current Broncos umbenannt. Die Arena erhielt den Namen Art Hauser Centre, nach dem Geschäftsmann Art Hauser. Er spendete eine Mio. CAD für die Kampagne Bring Back the Magic zur Renovierung und Erweiterung der Veranstaltungshalle. Insgesamt kamen 6,24 Mio. CAD für die Umbauarbeiten zusammen, davon waren 3,3 Mio. aus Spenden und 2,9 Mio. CAD zahlte die Stadt Prince Albert. Der Umbau fand in zwei Phasen statt. In Phase 1 wurde eine neue Bestuhlung montiert, Aufzüge, Beleuchtung, Anzeigetafel sowie die Umkleidekabinen der Raiders und weitere Räume für 1,8 Mio. CAD erneuert. Die Phase 2 umfasste für 4,4 Mio. CAD u. a. die Renovierung der Fassade, die Erweiterung der Lobby und der Ches Leach Lounge, neue Waschräume und neue Büros für die Angestellten der Prince Albert Raiders sowie des Art Hauser Centre.
Heute bietet die Halle bei Eishockeyspielen 2.591 Sitzplätze. Mit 708 Stehplätzen vergrößert sich das Fassungsvermögen auf 3.299 Besucher. Zu Konzerten finden bis zu 3.567 Menschen Platz. Im Art Hauser Centre werden auch Bankette und Loungeveranstaltungen mit 600 Plätzen geboten oder Hochzeitsfeiern und Dine & Dance (Essen und Tanzen) mit 488 Plätzen veranstaltet.